# 穆罕默德·胡斯尼·穆巴拉克
穆罕默德·胡斯尼·穆巴拉克（阿拉伯语：‎，；1928年5月4日—2020年2月25日），前任埃及總統、副總統、總理，退役空軍上將。自1981年起擔任埃及总统至2011年初长达30年之久，是奥斯曼帝国的阿里帕夏以来，在位时间最长的埃及统治者。参政前，他一直在埃及空军内担任高级军官。在埃及总统萨达特遇刺后，他于1981年10月14日就任埃及总统。
2011年埃及爆发大规模的反政府示威要求穆巴拉克下台。2011年2月11日，埃及副總統蘇萊曼宣布，穆巴拉克已經辭去總統職務，並將權力移交給埃及武裝部隊最高委員會。卸任后穆巴拉克被控在2011年革命期間下令鎮壓示威者。2012年6月2日被判處终身监禁。2017年3月24日，穆巴拉克获释。2020年2月25日，穆巴拉克去世，终年91歲。

## 生平
1928年5月4日出生于埃及曼努菲亚省的米塞利赫村。1969年任空军参谋长，1972年任国防部副部长兼空军司令，十月战争時指揮軍隊一度戰勝以色列。1974年2月晋升中将；1975年任埃及副总统，1981年短暫任埃及总理。1980年5月任埃及民族民主党秘书长。1981年10月当选总统兼三軍最高统帅，1982年1月当选民族民主党主席。1987年、1993年、1999年、2005年四度连任埃及总统。穆巴拉克擔任總統時推行世俗化，不過埃及多次总统选举中穆巴拉克都是唯一的候选人，並且其有意让儿子贾迈勒继任总统。在穆巴拉克长期执政时期，他的家族成员曾大肆贪污国家财富。穆巴拉克家人在国内设立了多个账户，穆巴拉克妻子名下账户有1.47亿美元，两个儿子名下分别有1亿埃镑。虽然妻子苏珊·穆巴拉克一生致力于慈善事业，可与数额巨大的未知财产相比，慈善事业所作出的贡献微乎其微。
2011年，埃及發生反穆巴拉克遊行。穆巴拉克出動軍隊鎮壓，造成逾800多名示威者死亡。穆巴拉克在國內持續示威和反對聲音下，最終於2011年2月11日宣布辭去總統職務，並將權力移交給軍方。穆巴拉克下野後，携家人飞往距开罗400公里以外的度假胜地沙姆沙伊赫居住。
穆巴拉克和利比亚的卡扎菲关系不错，当卡扎菲被杀后，穆巴拉克在医院看到电视中卡扎菲被杀死的画面时候后放声大哭，並曾經幾度昏迷，需要醫生為他急救。

## 卸任之后
2011年4月12日，穆巴拉克在首次接受埃及检察机关质询时，因突发心脏病被送进医院接受治疗。他在严密的保卫下被紧急送进沙姆沙伊赫国际医院的重症监护室，医院外还有大量军警戒备。
2011年4月13日，埃及总检察长办公室在Facebook网页上发表声明，宣布对穆巴拉克实施15天拘留，以调查相关腐败和滥用职权的指控。与此同时，他的两个儿子也遭到为期15天的拘留，就对示威民众动用武力一事接受调查。此外有许多埃及人也正期待着对有埃及“最后的法老”之称的穆巴拉克的审判。
2011年4月15日下午，埃及总检察长阿卜杜勒·马吉德·马哈茂德下令将穆巴拉克转移至一家军队医院，待其身体状况好转后再重新羁押并就涉嫌腐败和滥用权力等违法行为进行质询。开罗上诉法院院长扎卡里亚·沙拉什同日在接受埃及官方《金字塔报》采访时表示，对穆巴拉克的审判或将持续至少一年，如果法院认定现年82岁的穆巴拉克暴力镇压游行示威者的罪名成立，那么他将可能面临死刑。如果最终证明穆巴拉克并没有下令杀害示威者，那么他将只会被判刑3-5年；再加上贪污和渎职罪名，其刑期将会在3至15年之间。
穆巴拉克的长子阿拉和次子贾迈勒在13日被检方宣布拘留15天之后，目前也和前政府的多名部长和执政党成员一起被关押在开罗市郊的托拉监狱。检方于4月16日在托拉监狱中讯问了两人。贾迈勒被指腐败及贪污价值7亿美元的国家资金，并被怀疑非法向国外出口黄金；他还将就今年1月埃及反政府示威中下令对示威民众开火一事接受调查。
4月下旬，埃及总检察长办公室下令将穆巴拉克拘留令延长15天以截止到5月12日，并要他解释如何有能力购买红海边的600万美元豪华庄园，以及为何动用埃及亚历山大图书馆的建设和维护资金作为个人用途。随后穆巴拉克同意将其名下共1.42亿美元存款账户交给埃及政府。
5月10日，埃及总检察长办公室公开一份由马哈茂德签署的声明。声明说，总检察长已“下令在前总统穆巴拉克现有拘留期结束后将拘留期再延长15天”，埃及检察官员告诉媒体记者，延拘穆巴拉克是因为需要他继续配合调查。
5月17日，埃及总检察长阿卜杜勒·马吉德·马哈茂德表示，鉴于前总统穆巴拉克的夫人苏珊·穆巴拉克已经交出个人财产，所以决定将其释放。苏珊已授权埃及非法所得办公室从她的两个账户中取出脏款2,400万埃镑（约400万美元），并将其在开罗的一幢受贿别墅销售掉。苏珊日前因不稳定性心绞痛住进沙姆沙伊赫国际医院，而且即将接受一个心脏手术，所以有关授权协议也是在这里签署的。据埃及媒体5月17日报道，埃及过渡政府已经审查通过了穆巴拉克撰写的道歉信。他通过电波向埃及人民道歉，并愿意放弃其家族在埃及的全部财产，希望埃及有关部门能够给予他和他的家人特赦。埃及军方人士对埃及独立报纸al-Shorouk表示，穆巴拉克的儿子不大可能获得特赦，但今年82岁的穆巴拉克和70岁的妻子苏珊因为年事已高，如果能够得到埃及普通民众的允许，可以在考虑两人“年龄和身体状况”因素下，给予特赦。
5月24日，埃及总检察长马哈茂德决定将埃及前总统穆巴拉克及其两个儿子送交刑事法院审判，指控他们蓄意谋杀抗议者并且滥用权力谋取私利。埃及官方通讯社报道，检察机关对三人的指控包括：在1月25日爆发的大规模民众抗议活动中蓄意杀害抗议者，利用权力为自身谋取大约4,000万埃镑（约670万美元）的非法收益，以及浪费公共财产。开罗上诉法院院长扎卡里亚·沙拉什日前表示，对穆巴拉克的审判可能将持续至少一年时间，如果法院认定他罪名成立，那么可能會被判处死刑。

### 司法审判
2011年8月3日，穆巴拉克乘军用飞机自沙姆沙伊赫国际医院抵达开罗，随后乘直升机到开罗警察学院（成立于1975年，曾被命名为穆巴拉克警察学院）可以容纳600人的大会议厅接受首次审判，庭审于当地时间上午10时（北京时间16时）开始。他将面临滥用职权谋取利益和在民众抗议活动期间下令开枪杀害抗议者等几项罪名指控。他的两个儿子、前内政部长阿德利、6名警官与他一起接受审判，与穆巴拉克家族关系密切的商人侯赛因·萨利姆缺席审判。埃及国家电视台直播了庭审，穆巴拉克和其他9名被告关押在一个大的铁笼子里，生病的他躺在床上。在法庭外，上千名警察在现场维持秩序。
8月15日，当地时间上午，他躺在铁笼禁锢的一个提架上被抬入法庭，第二次出庭受审。他的两个儿子也一同出庭。但由于庭上秩序混乱，法庭决定休庭，直到9月5日再次开庭审理，并不再允许媒体现场直播庭审过程，将实施闭门审理。
2012年6月2日，开罗刑事法庭就穆巴拉克一案作出宣判，穆巴拉克和前内政部长阿德利被判处终身监禁。
有媒體報道稱，开罗上诉法院於2013年8月21日下令释放穆巴拉克，检方接受了判决，其有望在一到两天内获保释出狱候审。
2014年11月29日，开罗刑事法院作出判决，穆巴拉克谋杀示威者以及受贿罪名不成立，但由于穆巴拉克此前在一起贪污案中被判三年监禁，因此不能立刻获得释放。
2017年3月24日，穆巴拉克以年近89歲高齡獲釋，從马亚迪军医院返回開羅北郊的住所。

### 身体状况
2012年6月3日，穆巴拉克被送至托拉监狱医院服刑。
2012年6月5日，穆巴拉克的健康状况急剧恶化，数次出现身体瘫软症状。
2012年6月6日，穆巴拉克的健康状况进入“危险期”，当天5次借助医疗器械吸氧。
2012年6月11日，穆巴拉克心脏两度停止跳动，意识时断时续。
2012年6月20日，官方宣布穆巴拉克“临床死亡”，但不久开罗军事医院的医生声称：前总统穆巴拉克目前陷入昏迷，依靠呼吸机呼吸，但并没有“临床死亡”。
2020年2月25日，穆巴拉克逝世，终年91歲。

## 家庭
夫人：
- 蘇珊·穆巴拉克（1941年2月28日出生）

儿子：
- 阿拉·穆巴拉克（英语：Alaa Mubarak）（1960年11月26日出生）
- 贾迈勒·穆巴拉克（英语：Gamal Mubarak）（1963年12月27日出生）